# Condados dos Estados Unidos

Mapa dos Estados Unidos indicando a divisão em estados e em condados.

Cada um dos estados nos Estados Unidos está subdividido administrativamente em territórios chamados condados (em inglês:  county) – com exceção do Alasca, onde tais divisões são chamadas de burgos (em inglês:  boroughs), e da Louisiana, onde são chamadas de paróquias (em francês:  paroisses, em inglês:  parishes). As responsabilidades e os poderes dos condados variam de Estado para Estado, mas eles são sempre divisões administrativas do Estado em questão. No Alasca, por exemplo, existem burgos organizados e não organizados. Os burgos não organizados não possuem nenhum poder, não passando de meras divisões de cunho estatístico. A grande maioria dos condados possui uma sede (capital). Em muitos estados os condados podem possuir municipios (em inglês:  municipalities)  ou cidades (em inglês:  cities). 
Cada condado tem uma administração local. O centro de administração de um condado é habitualmente chamado de sede de condado. A quase totalidade do território dos Estados Unidos é coberta pelos condados, com exceção de cerca de metade do Alasca, em que a administração é exercida diretamente pela administração central. À parte este caso, os poderes, a dimensão e a população dos condados varia consideravelmente entre regiões e entre os vários Estados. 
Por aproximação, entende-se o condado estadunidende como um equivalente aos condados do Reino Unido (ex-metrópole colonizadora dos Estados Unidos) que por sua vez é equivalente aos distritos de Portugal e as províncias de Angola (ambos são estados unitários). No caso específico do Brasil não existe um equivalente administrativo dos condados estadunidenses entre os estados da federação e o município. Um equivalente poderia ser as regiões geográficas intermediárias e imediatas, no entanto estas existem apenas para fins puramente estastísticos (como também atualmente ocorre com os distritos de Portugal). Outro equivalente poderia ser as comarcas, mas estas existem apenas no âmbito do Poder Judiciário (os condados estadunidenses possuem além do Poder Judiciário também o Poder Executivo e Legislativo próprios acima dos municípios).
Sendo assim, na maioria dos condados estadunidenses há mais de um município, com seus próprios governos municipais, como é o caso do Condado de Los Angeles, onde entende-se a cidade de Los Angeles como o núcleo interno (a sede do condado), enquanto outros núcleos mais afastados como Beverly Hills e Long Beach também são municipios separados de Los Angeles. Até mesmo Hollywood, incorporado à aglomeração de Los Angeles desde o início do século XX, é um municipio diferente de Los Angeles. 

## Diferenças entre municípios brasileiros e estadunidenses
Governos municipais nos Estados Unidos são governos locais organizados autorizados em constituições e estatutos estaduais, estabelecidos para fornecer governo geral para uma área definida, geralmente correspondendo a um centro populacional em vez de um conjunto de áreas nas quais um condado é dividido. A categoria inclui aqueles governos designados como cidades (cities), distritos (exceto no Alasca), vilas (towns, exceto em Minnesota e Wisconsin) e aldeias (villages). O conceito de município dos países anglofonos não é similar ao das nações lusofonas. Enquanto no Brasil o município alberga tanto a zona urbana e a zona rural, nos Estados Unidos alberga somente a zona urbana. A população que vive nas zonas rurais (actualmente menos de 20% dos habitantes do país) geralmente não fazem parte de um município e dependem directamente da administração do condado, porque em quase todos os lugares os limites municipais correspondem exatamente ao limite da área urbana ou suburbana.
No caso específico do Brasil, além de administrarem as zonas rurais pode acontecer casos de um município possuir mais de um núcleo urbano além do distrito-sede, formando diferentes distritos municipais, assim nestes casos os municípios brasileiros seriam mais próximos dos condados do que dos municípios estadunidenses. Embora no senso comum da população brasileira município seja associado ao conceito de cidade, munícipio não é sinônimo de cidade. Esta última seria apenas o distrito-sede do município (como assim diz o Decreto-Lei nº 311 de 1938). Por exemplo, São Paulo, é o município mais populoso do Brasil com mais de 12 milhões de habitantes. Porém o município com maior extensão territorial, sendo inclusive maior do que vários países no mundo, é Altamira, no Pará, que é quase duas vezes maior que Portugal. Os municípios brasileiros podem ser divididos em distritos, porém diferente das divisões civis menores dos EUA e das freguesias de Portugal, estes distritos não possuem personalidade jurídica e não há organismo de participação política composto por cidadãos eleitos entre os que nelas residem

## Governo do condado
O condado é uma subdivisão do estado que, em geral — mas não sempre — abriga duas ou mais vilas e vilarejos. A cidade de Nova Iorque é tão grande que está dividida em cinco burgos (boroughs), cada um deles constituindo um condado de fato: Bronx, Manhattan, Brooklyn, Queens e Staten Island. Em compensação, a região de Arlington, Virgínia, na margem do rio Potomac oposta a Washington, D.C., é área urbana e suburbana, governada por uma única administração regional.
Na maioria dos condados designa-se uma cidade ou vila como sede, onde ficam os funcionários do governo e onde se reúnem os comissários e supervisores. Nos pequenos condados, os administradores representam toda a população; nos maiores, os supervisores representam distritos separados. O conselho arrecada impostos; empresta e apropria recursos; fixa o salário dos funcionários; supervisiona eleições; constrói e mantém estradas e pontes; e administra os programas de previdência social nacional, estadual e municipal.

## Dados
O United States Census Bureau usa o termo "equivalente de condado" para descrever lugares que são comparáveis a condados, mas chamados por nomes diferentes. As paróquias da Louisiana, os burgos organizados do Alasca, as cidades independentes e o Distrito de Columbia são equivalentes aos condados para fins administrativos. O Burgo Desorganizado do Alasca é dividido em 11 áreas censitárias que são estatisticamente equivalentes a condados.
Em 2006, havia 3 077 condados nos E.U.A., aos quais há que juntar 64 divisões equivalentes no Alasca e na Luisiana, dando então 3 141 condados ou equivalentes — ou seja, uma média de 62 por Estado.
O Estado com o menor número de condados é o de Delaware, com três, e o Estado com o maior número é o do Texas, com 254.
O número de condados (ou equivalente) por Estado é:
| - 254 - Texas - 159 - Geórgia - 95 - Virgínia - 120 - Kentucky - 115 - Missouri - 105 - Kansas - 102 - Illinois - 100 - Carolina do Norte - 99 - Iowa - 95 - Tennessee - 93 - Nebraska - 92 - Indiana - 88 - Ohio | - 87 - Minnesota - 83 - Michigan - 82 - Mississippi - 77 - Oklahoma - 75 - Arkansas - 72 - Wisconsin - 67 - Alabama - 67 - Flórida - 67 - Pensilvânia - 66 - Dakota do Sul - 64 - Colorado - 64 - Louisiana - 62 - Nova Iorque | - 58 - Califórnia - 56 - Montana - 55 - Virgínia Ocidental - 53 - Dakota do Norte - 46 - Carolina do Sul - 44 - Idaho - 39 - Washington - 36 - Oregon - 33 - Novo México - 29 - Alasca - 29 - Utah - 24 - Maryland - 23 - Wyoming | - 21 - Nova Jérsei - 17 - Nevada - 16 - Maine - 15 - Arizona - 14 - Vermont - 14 - Massachusetts - 10 - Nova Hampshire - 8 - Connecticut - 5 - Havaí - 5 - Rhode Island - 3 - Delaware |

Tecnicamente, não há condados nos territórios dos EUA. Samoa Americana tem seus próprios condados, mas o U.S. Census Bureau não os conta como condados (em vez disso, o U.S. Census Bureau considera os três distritos e dois atóis da Samoa Americana como equivalentes de condado). Os condados da Samoa Americana são tratados como divisões civis menores (e não condados verdadeiros). A maioria dos territórios é dividida diretamente em municípios ou unidades semelhantes, que são tratados como equivalentes de condados para fins estatísticos: 
- Os 78 municípios de Porto Rico;
- As três principais ilhas das Ilhas Virgens Americanas;
- As dezenove aldeias de Guam;
- Os quatro municípios das Ilhas Marianas do Norte;
- Os três distritos da Samoa Americana;
- Os dois atóis da Samoa Americana;
- As nove ilhas das Ilhas Menores Distantes dos Estados Unidos